# 城番町
城番町（じょうばんちょう）は、愛知県名古屋市東区の地名。筒井三丁目にある城番公園という細長い公園にのみ町名の名残りがある。

## 歴史

### 町名の由来
当地は城代組同心の屋敷が45軒並ぶ地域であり、御城代と通称された。日置に城代町があったことから重複を避けたことにより、こちらは城番の地名をつけたという。

### 沿革
- 1878年（明治11年）12月28日 - 北城番小路・南城番小路・養老小路により、名古屋区城番町として成立[3]。
- 1889年（明治22年）10月1日 - 名古屋市成立に伴い、同市城番町となる[3]。
- 1908年（明治41年）4月1日 - 東区成立に伴い、同区城番町となる[3]。
- 1942年（昭和17年）10月20日 - 一部が東区車道町に編入される[3]。
- 1981年（昭和56年）9月13日 - 全域が東区筒井三丁目に編入され消滅[4]。